# Такахаси Мусимаро
Такахаси Мусимаро (高橋虫麻呂　[たかはしのむしまろ], расцвет творчества ок. 730 года) — японский поэт начала VIII века, собиратель местного фольклора: песен и легенд.
Очень мало известно о нём. Анна Глускина в комментариях к «Манъёсю», пишет:
Такахаси Мусимаро — один из талантливых поэтов Манъёсю имел звание мурадзи, жил в начале VIII века; был современником Акахито, Окура, Табито. Судя по песням, некоторое время жил в столице, затем служил чиновником в провинции Хитати, когда губернатором её был Фудзивара Умакай. Принимал участие в составлении «Хитати-фудоки», главным составителем которых был Фудзивара Умакай. В Манъёсю только две песни подписаны его именем. В других случаях его песни сопровождаются примечаниями, что это «песни из сборника Мусимаро» или «Из песен Такахаси Мусимаро». Он часто путешествовал по провинциям Сэтцу, Кавати, Нанива. Среди его песен много записей народных песен, легенд. Считают (МС), что даже некоторые песни восточных провинций записаны им.
В «Манъёсю» его поэзия представлена приблизительно 30 песнями: 321, 971, 972, 1497, 1738—1760, 1780, 1781, 1807—1811. Вот одна из них:

1497
Песня, в которой сожалеют, что не удалось подняться на гору Цукуба
<Из песен Такахаси Мусимаро>
Когда бы я подняться смог
На дальний пик горы Цукуба,
Кукушки песня, может быть,
От эха горного бы громче загремела.
А может быть, она не стала б петь?
(Перевод А. Е. Глускиной)